# Homalium albiflorum
Homalium albiflorum är en videväxtart som först beskrevs av Boiv. och Louis René Tulasne, och fick sitt nu gällande namn av Karl August Otto Hoffmann. Homalium albiflorum ingår i släktet Homalium och familjen videväxter. Utöver nominatformen finns också underarten H. a. leucophleum.